# Городское поселение Черусти
Городско́е поселе́ние Че́русти — упразднённое муниципальное образование (городское поселение) в Шатурском муниципальном районе Московской области. Было образовано в 2005 году. Включает 8 населённых пунктов, крупнейший из которых — посёлок городского типа Черусти.

## География
Площадь территории — 259,02 км².
Городское поселение Черусти находится в восточной части Шатурского района. Граничит с сельским поселением Пышлицкое на юге, сельским поселением Кривандинское — на западе, городским поселением Мишеронский — на севере и западе, городским округом Рошаль — на севере, Гусь-Хрустальным муниципальным районом Владимирской области — на востоке.
По его территории протекает река Воймега. В западной части расположено озеро Воймежное, в северной — Озерецкое.

## История
В ходе муниципальной реформы, проведённой после принятия федерального закона 2003 года «Об общих принципах организации местного самоуправления в Российской Федерации», в Московской области были сформированы городские и сельские поселения.
Городское поселение Черусти было образовано согласно закону Московской области от 21 января 2005 г. № 18/2005-ОЗ «О статусе и границах Шатурского муниципального района и вновь образованных в его составе муниципальных образований».
В состав городского поселения вошли посёлок городского типа Черусти и ещё 7 сельских населённых пункта Пустошинского сельского округа. Старое деление на сельские округа было отменено позже, в 2006 году.

## Население
| 2006  | 2007  | 2008  | 2009  | 2010  | 2011  |
| ----- | ----- | ----- | ----- | ----- | ----- |
| 4640  | ↘4578 | ↗4906 | ↗5266 | ↘3996 | ↘3968 |
| 2012  | 2013  | 2014  | 2015  | 2016  | 2017  |
| →3968 | ↘3930 | ↘3861 | ↘3839 | ↘3766 | ↘3692 |

## Состав
В состав городского поселения Черусти входят 8 населённых пунктов (1 посёлок городского типа, 5 посёлков, 1 село и 1 деревня):
| Вид             | Наименование | Население, чел. (2010) | ОКТМО          | Бывшая административная единица |
| --------------- | ------------ | ---------------------- | -------------- | ------------------------------- |
| посёлок         | Глуховка     | 10                     | 46 657 187 106 | Пустошинский сельский округ     |
| посёлок         | Красная Гора | 0                      | 46 657 187 111 | Пустошинский сельский округ     |
| посёлок         | Леспромхоз   | 33                     | 46 657 187 116 | Пустошинский сельский округ     |
| село            | Пустоша      | 416                    | 46 657 187 121 | Пустошинский сельский округ     |
| посёлок         | Пустоши      | 576                    | 46 657 187 126 | Пустошинский сельский округ     |
| посёлок         | Струя        | 76                     | 46 657 187 131 | Пустошинский сельский округ     |
| деревня         | Чернятино    | 23                     | 46 657 187 136 | Пустошинский сельский округ     |
| рабочий посёлок | Черусти      | 3523                   | 46 657 187 051 |                                 |